# Cryptanthus schwackeanus
Espèce
Cryptanthus schwackeanus est une espèce de plantes de la famille des Bromeliaceae, endémique du Brésil et décrite en 1891 par le botaniste allemand Carl Christian Mez.

## Distribution
L'espèce est endémique du sud-est du Brésil et se retrouve dans les États de São Paulo et de Minas Gerais.

## Description
Selon la classification de Raunkier, Cryptanthus schwackeanus est hémicryptophyte.